# Camillo Orlando
Camillo Orlando (Palermo, 22 settembre 1892 – 31 agosto 1975) è stato un politico e armatore italiano.
Eletto all'Assemblea Costituente nelle file della Democrazia Cristiana, venne confermato nella I legislatura.